# Landstingsvalen i Sverige 1934
Landstingsvalen i Sverige 1934 genomfördes i september 1934. Vid detta val valdes landsting för mandatperioden 1935–1938 i samtliga län. Valet påverkade också på sikt första kammarens sammansättning.

## Valresultat
| Parti                | Parti                        | Röster             | Röster | Röster | Mandatfördelning | Mandatfördelning |
| Parti                | Parti                        | Antal              | %      | +− %   | Antal            | +−               |
| -------------------- | ---------------------------- | ------------------ | ------ | ------ | ---------------- | ---------------- |
|                      | Socialdemokraterna           | 696 480            | 41,5   | +2,1   | 508              | +39              |
|                      | Allmänna valmansförbundet    | 378 044            | 22,5   | -4,1   | 279              | -50              |
|                      | Bondeförbundet               | 279 174            | 16,6   | +1,0   | 212              | +25              |
|                      | Folkpartiet                  | 213 129            | 12,7   | -1,9   | 120              | -18              |
|                      | Socialistiska partiet        | 58 854             | 3,5    | +1,1   | 12               | +9               |
|                      | Sveriges kommunistiska parti | 42 226             | 2,5    | +1,3   | 9                | +3               |
|                      | Nationalsocialister          | 8 754              | 0,5    | +0,5   | 0                | +-0              |
|                      | Övriga partier               | 3 699              | 0,2    | —      | 0                | —                |
| Antal giltiga röster | Antal giltiga röster         | 1 680 360          | 100,0  |        | 1 140            | +8               |
| Ogiltiga röster      | Ogiltiga röster              | 3 350              |        |        |                  |                  |
| Totalt               | Totalt                       | 1 683 710 (62,7 %) |        |        |                  |                  |